# 騰格雷拉省
10°29′N 6°23′W / 10.483°N 6.383°W

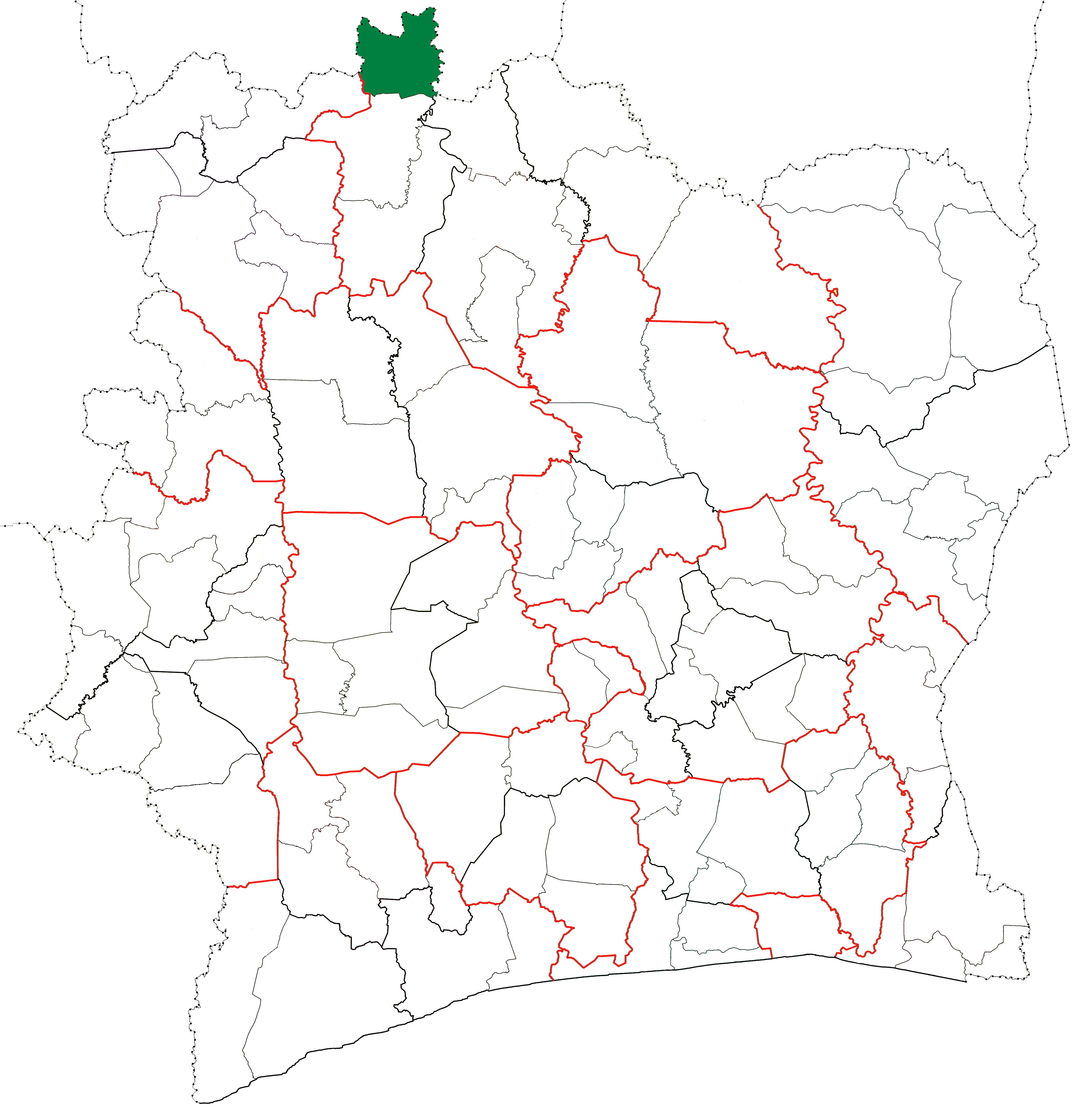

騰格雷拉省（法語：Tingréla），是科特迪瓦的省份，位於該國北部薩瓦內區，由巴戈埃大區負責管轄，南面是庫托省，成立於1980年，2014年該省份人口為118,405。